# عروس صحرایی (سرده)
عروس صحرایی (نام علمی: Xeranthemum) نام یک سرده از تیره کاسنیان است.
"در ایلام و شهرهای غربی ایران نیز تعداد زیادی از این گیاهان به‌صورت طبیعی روییده می‌شود. برای مشاهده اطلاعات بیشتر در مورد گل‌های عروس صحرایی در ایلام، می‌توانید روی این لینک کلیک کنید."